# 三一二國道
《三一二國道》（英語：China Road: A Journey into the Future of a Rising Power），又稱《三一二公路》，是一本旅遊類傳記。
作者為資深英國記者齊福德（Rob Gifford）。描述作者在中國從東部繁華的上海到西部窮鄉僻壤農村，直到新疆的烏魯木齊所看到的故事，該書在路途旅行中訪問了汽車司機,性工作者,藏族,古蹟導覽,農民及維吾爾族等在中國各地所生存的人，試圖為中國的未來背後找到一系列的解答。
本書獲得台灣天下雜誌2010年好書推薦。

## 大意
21世紀最受矚目的國家，中國，到底是怎麼樣子，他又將會變成如何，作者罕見不以經濟與政治層面著手，而是藉由自身在中國312國道旅行與探望在中國各地的人觀察所得出對這個新興強權的心得。
它會像蘇聯那樣解體，還是會取代美國成為霸，亦或是面臨內部強大的社會及分離問題，中國，這個看似強大卻似乎也很脆弱的國家，到底他的面貌會是如何？或許就如同西方人那樣看待遙遠的東方一樣神祕，永遠始終地難以令人在中國得出一個令人滿意的總結。並不以西方中國學者那樣常見的屠龍派（中國即將崩潰）或熊貓派（中國崛起）著手，而是以平易近人的角度去看待任何生存在中國的人民，或許在繁榮的背後他們多了許多選擇可以生存下來。

## 參见
- 垮掉的一代
- 凱魯亞克
- 在路上